# Allotraeus sauteri
Allotraeus sauteri är en skalbaggsart som först beskrevs av Masaki Matsushita 1931.  Allotraeus sauteri ingår i släktet Allotraeus och familjen långhorningar.
Artens utbredningsområde är Taiwan. Inga underarter finns listade i Catalogue of Life.